# Порт-Репаблік (Нью-Джерсі)
Порт-Репаблік (англ. Port Republic) — місто (англ. city) в США, в окрузі Атлантик штату Нью-Джерсі. Населення — 1101 особа (2020).

## Географія
Порт-Репаблік розташований за координатами 39°32′4″ пн. ш. 74°28′37″ зх. д. / 39.53444° пн. ш. 74.47694° зх. д. (39.534381, -74.476981).  За даними Бюро перепису населення США в 2010 році місто мало площу 22,23 км², з яких 19,38 км² — суходіл та 2,85 км² — водойми.

## Демографія
Згідно з переписом 2010 року, у місті мешкало 1115 осіб у 415 домогосподарствах у складі 320 родин. Було 444 помешкання
Расовий склад населення:
| - 95,8 % — білих - 0,9 % — азіатів - 0,6 % — чорних або афроамериканців - 0,4 % — корінних американців |

До двох чи більше рас належало 1,5 %. Частка іспаномовних становила 3,0 % від усіх жителів.
За віковим діапазоном населення розподілялося таким чином: 22,2 % — особи молодші 18 років, 65,2 % — особи у віці 18—64 років, 12,6 % — особи у віці 65 років та старші. Медіана віку мешканця становила 46,1 року. На 100 осіб жіночої статі у місті припадало 92,6 чоловіків;  на 100 жінок у віці від 18 років та старших — 89,7 чоловіків також старших 18 років.
Середній дохід на одне домашнє господарство  становив 108 385 доларів США (медіана — 84 688), а середній дохід на одну сім'ю — 121 727 доларів (медіана — 88 750). Медіана доходів становила 53 750 доларів для чоловіків та 61 667 доларів для жінок. За межею бідності перебувало 4,6 % осіб, у тому числі 5,8 % дітей у віці до 18 років та 2,4 % осіб у віці 65 років та старших.
Цивільне працевлаштоване населення становило 493 особи. Основні галузі зайнятості: освіта, охорона здоров'я та соціальна допомога — 25,8 %, мистецтво, розваги та відпочинок — 13,6 %, публічна адміністрація — 11,8 %.